# Sidorejo (Langsa Lama)
Sidorejo is een bestuurslaag in het regentschap Langsa van de provincie Atjeh, Indonesië. Sidorejo telt 3227 inwoners (volkstelling 2010).